# Festus Mogae
Festus Gontebanye Mogae (* 21. srpna 1939, Serowe, Bečuánsko) byl v letech 1998 až 2008 prezidentem Botswany.
Třetí botswanský prezident se narodil v pastevecké rodině v centrálním distriktu britského protektorátu Bečuánsko. Vystudoval ekonomii na univerzitách v Oxfordu a Sussexu, stal se členem Botswana Democratic Party – BDP (česky: Botswanská demokratická strana), poté pracoval ve vyšších funkcích na ministerstvu financí a rozvojového plánování.
V letech 1971 – 1976 zastával různé funkce v MMF, Světové bance a Africké rozvojové bance. Poté působil ve Washingtonu jako výkonný ředitel MMF pro anglofonní Afriku. Do vlasti se vrátil, aby zaujal funkci guvernéra centrální banky.
Od roku 1982 působil jako stálý tajemník prezidenta a tajemník vlády. Roku 1989 byl jmenován ministrem financí a rozvojového plánování ve vládě prezidenta Masira a o tři roky později se stal jeho viceprezidentem.
Třetím botswanským prezidentem se stal 1. dubna 1998 poté, co jeho předchůdce po mnoha letech odstoupil z funkce. Nejvyšší prioritou Mogaeho vlády je bezesporu boj s HIV/AIDS, neboť Botswana patří k zemím nejvíce zasaženým touto nemocí. V roce 2008 ho ve funkci vystřídal Ian Khama.
Prezident Mogae je ženatý a má tři dcery.

## Vyznamenání
- velkokříž Řádu čestné legie – Francie, 20. března 2008 – udělil francouzský prezident Nicolas Sarkozy[1]
- velkokomtur Řádu Lesotha – Lesotho, 7. dubna 2004[2]
- rytíř Národního řádu Mali – Mali[2]
- důstojník Národního řádu Pobřeží slonoviny – Pobřeží slonoviny, 1979[2]